# Gučin
Gučin (kitajsko: 古琴; pinjin: gǔqín; Wade–Giles: ku-ch'in, ), je kitajsko brenkalo s sedmimi strunami. Igra se že od antičnih časov in tradicionalno ga imajo učenjaki in literati radi kot instrument velike subtilnosti in prefinjenosti, kar poudarja citat »gospod se ne loči od svojega čin ali se brez dobrega razloga«, povezujejo pa ga tudi s starodavnim kitajskim filozofom Konfucijem. Kitajci ga včasih imenujejo »oče kitajske glasbe« ali »glasbilo modrecev«. Gučina ne smemo zamenjevati z gudžengom, drugim kitajskim glasbilom z dolgimi strunami, ki prav tako nima prečk, vendar ima premične mostove pod vsako struno.
Tradicionalno se je glasbilo imenovalo preprosto čin (琴)[2], vendar se je do 20. stoletja izraz začel uporabljati tudi za številna druga glasbila: kladivasta cimbala jangčin, družina godalnih instrumentov hučin ter zahodni klavir (gangčin (钢琴)) in violina (šjaotičin (小提琴)) so primeri te uporabe. Predpona gu- (古; kar pomeni 'starodavni') je bila kasneje dodana zaradi jasnosti. Tako se instrument danes imenuje gučin. Lahko se imenuje tudi čišjan-čin (七絃琴; dobesedno 'sedemstrunski čin'). Ker se knjiga Roberta Hansa van Gulika o činu imenuje Izročilo kitajske lutnje, se gučin včasih netočno imenuje lutnja. Druge napačne klasifikacije, predvsem z glasbenih zgoščenk, vključujejo 'harfo' ali 'namizno harfo'.
Gučin je zelo tiho glasbilo z razponom približno štirih oktav, njegove odprte strune pa so uglašene v basovskem registru. Njegov najnižji ton je približno dve oktavi pod srednjim C oziroma najnižjo noto na violončelu. Zvoki nastajajo s trzanjem odprtih strun, zadržanih strun in harmonikov. Uporaba glissanda – drsnih tonov – mu daje zvok, ki spominja na pizzicato violončelo, kontrabas brez prečk ali slide kitaro. Čin ima 13 huijev, ki predstavljajo različne položaje v eni struni. Pritisk na različne huije ustvari različne zvočne tonalitete. Čin je sposoben tudi številnih harmonikov, od katerih se 91 najpogosteje uporablja in je označen s pikčastimi položaji. Po tradiciji je imel čin prvotno pet strun, ki v starodavnem kitajskem glasbenem sistemu predstavljajo gong, šang, džue, dži in ju, vendar so našli tudi starodavna glasbila, podobna činu, z eno ali več strunami. Sodobna oblika se je stabilizirala na sedem strun.
Znanih je več kot 3360 ohranjenih del glasbe gučin iz antičnih in imperialnih obdobij. UNESCO je 7. novembra 2003 objavil, da je bil kitajski gučin izbran za nematerialno svetovno kulturno dediščino.
Leta 2006 je bil gučin uvrščen na seznam nacionalne nematerialne kulturne dediščine na Kitajskem. 
Leta 2010 je bil gučin iz obdobja Song prodan za 15,4 milijona evrov, s čimer je postal najdražje glasbilo, kar jih je bilo kdaj prodanih.

## Izvor
Legenda pravi, da ima čin, najbolj cenjeno kitajsko glasbilo, zgodovino staro približno 5000 let in da so pri njegovem nastanku sodelovale legendarne osebnosti iz kitajske prazgodovine – Fuši, Šenong in Huang Di, Rumeni cesar. Skoraj vse knjige o činu in zbirke tablatur, objavljene pred 20. stoletjem, navajajo to kot dejanski izvor čina,<ref>Yin, Wei. Zhongguo Qinshi Yanyi 【中国琴史演义】. Pages 1-10.</ref čeprav se to danes obravnava kot mitologija. Omenjen je v kitajskih spisih, starih skoraj 3000 let, primeri pa so bili najdeni v grobnicah izpred približno 2500 let. Natančen izvor čina je v zadnjih nekaj desetletjih še vedno predmet razprav.
Glasba nobenega drugega instrumenta ni bila zapisana in izročena iz roda v rod tako zgodaj, niti o njem ni bilo toliko napisanega. Že v najstarejši kitajski zbirki pesmi, Šidžing (Knjiga pesmi) (10. do 7. stoletje pr. n. št.), je glasbilo čin večkrat omenjeno. Nekatere ohranjene melodije so tradicionalno povezane z znanimi starodavnimi osebnostmi, kot so Konfucij, daoistični filozof Džuangdzi ali pesnik Ču Juan. Konfucij sam naj bi mojstrsko igral gučin, po prepričanju, razširjenem že od vzhodne dinastije Han. Vendar tega ni mogoče zgodovinsko dokazati.
Leta 1977 je bil posnetek skladbe Flowing Water (Liu Shui, v izvedbi Guan Pinghuja, enega najboljših glasbenikov čin 20. stoletja) izbran za vključitev na Voyagerjevo zlato ploščo, pozlačeno LP ploščo z glasbo z vsega sveta, ki jo je NASA poslala v vesolje z vesoljskima ploviloma Voyager 1 in Voyager 2. To je drugi najdaljši odlomek na plošči. Razlog za izbiro dela, igranega na tem specifičnem glasbilu, je ta, da tonska struktura glasbila, njegova glasbena lestvica, izhaja iz temeljnih fizikalnih zakonov, povezanih z vibracijami in alikvotnimi toni, kar predstavlja intelektualno zmogljivost ljudi na to temo.
Esej Čincao (琴操 'Pesmi za čin') Cai Jonga (蔡邕, 132–192) velja za najpomembnejše zgodnje delo literature o gučinu. Najstarejša ohranjena glasbila izvirajo iz dinastije Tang; mnoga od njih so še vedno igralna.

## Slog igranja
Čeprav se gučin občasno uporablja v ansamblih, v bistvu velja za solo glasbilo. Je klasično glasbilo učenjakov, slikarjev, pesnikov, filozofov in vladarjev. Nežnost njegovega tona je težko prenesti, kaj šele prisiliti nemirno množico k poslušanju. Zato je gučin manj usmerjen v zunanje učinke in je bolj namenjen zasebni meditaciji in koncentraciji. V tem pogledu je podoben japonskim citram z eno struno, ičigenkin.
Med izvajanjem čina lahko glasbeniki uporabljajo različne tehnike, da dosežejo polni izrazni potencial glasbila. Skozi stoletja se je razvilo veliko posebnih tablatur, posvečenih činu, ter repertoar priljubljenih in starodavnih melodij po lastni izbiri.